# Maubec (Isère)
 Maubec  es una población y comuna francesa, en la región de Ródano-Alpes, departamento de Isère, en el distrito de La Tour-du-Pin y cantón de Bourgoin-Jallieu-Sud.

## Demografía
| 667 | 761 | 806 | 981 | 1275 | 1367 |
| Para los censos de 1962 a 1999 la población legal corresponde a la población sin duplicidades (Fuente: INSEE [Consultar]) |     |     |     |      |      |